# Echophonic
Echophonic ist eine österreichische Band aus Wien. Sie wurde im Jänner 1994 unter dem Namen Wurdelak gegründet und am 16. Dezember 1998 in Echophonic umbenannt.
Im Jahr 2001 war die Band für den FM4 Award, der im Rahmen der Amadeus Austrian Music Award verliehen wird, nominiert.

## Diskografie
Alben
- 2000: Hotel „Underwater“ (Weser Label / Hoanzl)
- 2003: Colours Going Blind (Silberfisch Records)
- 2003: The 2nd Album (Universal Music)
- 2005: Echophonic (Silberfisch Records / Hoanzl)
- 2012: All Dead Papers (Silberfisch Records)

EP
- 2001: Navigator (Silberfisch Records)